# Unité de soins de longue durée
Pour les articles homonymes, voir USLD.
Une unité de soins de longue durée (USLD) est une structure d’hébergement et de soins destinée aux personnes âgées de plus de 60 ans. Elle est adossée à un établissement hospitalier. Les moyens médicaux qui y sont mis en œuvre sont plus importants que dans un établissement d'hébergement pour personnes âgées dépendantes (EHPAD).

## Admission
L'admission a en général lieu à la suite d’une hospitalisation ou d’un passage en service de soins de suite et de réadaptation (SSR). L'admission directe en provenance du domicile est possible.